# Chilpancingo, Chiapas
Chilpancingo är en ort i Mexiko.   Den ligger i kommunen Copainalá och delstaten Chiapas, i den sydöstra delen av landet, 700 km öster om huvudstaden Mexico City. Chilpancingo ligger 668 meter över havet och antalet invånare är 308.
Terrängen runt Chilpancingo är kuperad norrut, men söderut är den bergig. Chilpancingo ligger nere i en dal. Runt Chilpancingo är det ganska tätbefolkat, med 56 invånare per kvadratkilometer. Närmaste större samhälle är Copainalá, 3,0 km väster om Chilpancingo. Omgivningarna runt Chilpancingo är en mosaik av jordbruksmark och naturlig växtlighet.